# Xeloma burmeisteri
Xeloma burmeisteri är en skalbaggsart som beskrevs av Gilbert John Arrow 1941. Xeloma burmeisteri ingår i släktet Xeloma och familjen Cetoniidae. Inga underarter finns listade i Catalogue of Life.